# LaVern Baker
Pour les articles homonymes, voir Baker.
Lavern Baker (née Delores Williams le 11 novembre 1929 à Chicago et morte le 10 mars 1997 à New York) est une chanteuse américaine qui a connu son apogée dans les années 1950 grâce à ses plus grands succès comme Tweedlee Dee (1955), Jim Dandy (1956), et I Cried a Tear (1958). Elle est la nièce de la chanteuse de blues américaine Merline Johnson.

## Discographie
- LaVern (1956)
- LaVern Baker (1957)
- LaVern Baker Sings Bessie Smith (1958)
- Blues Ballads (1959)
- Precious Memories: LaVern Baker Sings Gospel (1959)
- Saved (1961)
- See See Rider (1963)
- Let Me Belong to You (1970)
- The Platinum Collection (2007)

Les chansons Slow Rollin' Mama et Soul on fire ont été respectivement utilisées dans les bandes-sons des films Dick Tracy et Angel Heart.